# Remzi Kitabevi
Remzi Kitabevi (zu Deutsch „Buchhaus Remzi“) ist ein traditionsreicher türkischer Buchverlag, der seit 1927 besteht. Hauptsitz ist Istanbul. Gegründet wurde der Verlag von Remzi Bengi (1907–1978) als Buchladen im Stadtteil Beyazıt. Der Verlag veröffentlicht Werke unterschiedlichster Schriftsteller und Bereiche, darunter auch ausländische Bestsellerautoren wie John Grisham und Danielle Steel.

## Weblink & Quelle
- Verlagsseite